# 7-й кавалерийский корпус (РККА)
7-й кавалерийский корпус — общевойсковое соединение (кавалерийский корпус) конницы РККА Вооружённых Сил Союза ССР.
Наименования, действительные:
- полное — 7-й кавалерийский корпус;
- укороченное — 7-й кавкорпус;
- сокращённое — 7 кк. Условное — Войсковая часть № ????.

## История
В марте 1935 года правительство Германии объявило о введении всеобщей воинской обязанности в государстве и преобразовании своих вооружённых сил. Односторонний акт Германии стал мощным толчком к пересмотру военных планов Союза ССР. Одной из мер, принятых Правительством Союза стали мероприятия по усилению стратегической конницы, мотомехвойск, утверждённые в марте 1935 года, так был образован в Украинском военном округе 7-й кавалерийский корпус, в 1935 году. Управление корпуса находилось в городе Шепетовка Винницкой области Украинской ССР. Корпус состоял из управления, 23-й, 26-й и 28-й кавалерийских дивизий. Командиром корпуса назначен командир 2-й ордена Трудового Красного Знамени УССР имени Компартии Германии кавалерийской дивизии 1-го кавалерийского корпуса Червонного казачества имени ВУЦИК и ЛКСМ Украины.

### 1935 год
Управление 7-го кавалерийского корпуса образовано в 1935 году, в Украинском военном округе. Управление корпуса находилось в г. Шепетовка районном центре Шепетовского района Винницкой области Украинской Советской Социалистической Республики. Корпус состоял из управления, 23-й, 26-й и 28-й кавалерийских дивизий. 23 кд сформирована в 1935 году. Командир дивизии И. Г. Кириченко. Управление дивизии и все части в г. Изяслав. 26 кд сформирована в 1935 году. Командир дивизии Н. М. Шестопалов. Управление дивизии и все части в г. Славута. 28 кд сформирована в 1935 году. Командир дивизии Н. Ф. Фёдоров. Управление дивизии и все части в г. Каменец-Подольск. 22-я механизированная бригада сформирована в 1935 году в г. Старо-Константинов. Командир бригады Н. И. Живин.
Социалистическое соревнование охватывало весь процесс боевой и политической подготовки личного состава округа. Оно проводилось под лозунгами: «Все коммунисты и комсомольцы — отличные стрелки!», «Ни одного отстающего в огневой подготовке!» и другими.
1 сентября 22-я механизированная бригада подчинена 7-му кавалерийскому корпусу.

### 1936 год
В мае 1936 года командиром 2 кд назначен А. В. Горбатов, командовавший 4-й Туркменской кд. Весной 1936 года из состава корпуса выведена 28-я кавалерийская дивизия, а в состав введена 2-я кавалерийская дивизия из 1-го кавалерийского корпуса.
В 1936 году по призыву Политуправления округа в стахановское движение включаются соединения и части округа. Звание стахановца присваивалось подразделениям, частям и соединениям, которые отлично изучили боевую технику, берегли военное имущество, экономили горючие и смазочные материалы.
2 кд. Командир дивизии комбриг А. В. Горбатов. Управление дивизии и все части в г. Старо-Константинов. 23 кд. Командир дивизии комбриг И. Г. Кириченко. Управление дивизии и все части в г. Изяслав. 26 кд. Командир дивизии Н. Н. Шкодунович. Управление дивизии и все части в г. Славута. 22-я механизированная бригада. Управление в г. Старо-Константинов. Командир бригады комбриг Н. И. Живин.
12 сентября: Шепетовские манёвры. Цель учений — совершенствование боевой подготовки войск. Учения проходили в районе г. Шепетовка Винницкой области, г. Бердичев, г. Житомир. В учениях принимали участие соединения, сформированные в 1936 году. Руководитель учений был командарм 1 ранга И. Э. Якир, его заместителем был помощник командующего войсками округа по кавалерии комкор Тимошенко С. К. Партийно-политической работой на учениях руководил армейский комиссар 2 ранга Амелин М. П.. Штаб руководства возглавлял начальник штаба округа комдив Бутырский В. П.
Участники: с одной стороны — 7-й кавалерийский корпус (2-я, 23-я, 26-я кавдивизии) с приданными ему 15-й, 17-й механизированными бригадами и 135-й стрелково-пулемётной бригадой, 35-й истребительной авиаэскадрильей; с другой стороны — 8-й стрелковый корпус (44-я и 100-я стрелковые дивизии и 3-я кавалерийская дивизия) с приданными ему 12-й, 22-й механизированными бригадами, 34-й истребительной авиаэскадрильей. В стрелковых дивизиях и механизированных бригадах было 450 танков. В авиаэскадрильях было 56 самолётов.
На манёврах войска отрабатывали вопросы наступательного боя и организации подвижной обороны в условиях лесисто-болотистой местности, организации и проведения марша кавалерийского корпуса в предвидении встречного боя с конно-механизированной группой противника, прорыва оборонительной полосы с преодолением водной преграды, ведения подвижной обороны и управления войсками.
14 сентября. Механизированные части вели «бой» в сложных условиях. За два дня в ходе совершения манёвра они прошли до 100 км.

### 1937 год
7-й кавалерийский корпус (2-я, 23-я, 26-я кавалерийские дивизии). Управление и штаб корпуса в г. Шепетовка.
Командир корпуса комдив П. П. Григорьев
Начальник штаба комбриг Георгий Ильич Соколов
Начальник оперативного отдела майор Б. А. Мясоедов
Начальник разведывательного отдела капитан П. И. Васильев
Начальник отдела тыла майор И. П. Попко
Начальник артиллерии М. Ф. Королёв
Начальник ВХС интендант 1 ранга А. П. Ковалевский
Начальник политотдела дивизионный комиссар П. П. Богданов
На вооружении корпуса были быстроходные лёгкие танки БТ, танкетки Т-37/38, БХМ-3, легковые, грузовые, специальные автомашины, мотоциклы, тракторы, винтовки, револьверы и пистолеты, ручные, зенитные пулемёты, 45-мм пушки, бронеавтомобили БА, радиостанции, походные кухни.
10 мая должности заместителей командиров по политической части упразднены, а введены должности военных комиссаров.
22 июля командир корпуса комдив П. П. Григорьев уволен из рядов РККА.
24 июля бывший командир корпуса комдив П. П. Григорьев арестован.
22 сентября образована Каменец-Подольская область. Шепетовский район с районным центром г. Шепетовка входит в Каменец-Подольскую область.
9 октября. 7-й кавалерийский корпус (2-я, 23-я, 26-я кавалерийские дивизии)
Командир корпуса полковник И. М. Сысоев
Начальник штаба комбриг Г. И. Соколов
Начальник отдела тыла майор И. П. Попко уволен из рядов РККА 9.10.1937.
Начальник артиллерии М. Ф. Королев
Начальник политотдела дивизионный комиссар Пётр Павлович Богданов
29 ноября «План развития и реорганизации РККА в 1938—1942 г.г.» был утверждён постановлением Комитета Обороны при СНК СССР. В этом плане значилось управление 7 кк, 23 кд, 26 кд, 28 кд. 22 июля 1937 командир корпуса комдив П. П. Григорьев уволен из рядов РККА.

### 1938 год
2 кд. Командир дивизии полковник Дмитрий Иванович Густишев (на 02.38 г.), с 17.02.38 г. комбриг.
23 кд. Командир дивизии полковник Петр Николаевич Ахлюстин (13.09.37-9.06.38), с 17.02.38 г. комбриг.
26 кд расформирована в марте.
В июне 2 кд переименована в 34 кд и включена в состав 4-го кавалерийского корпуса.
3 июля. 7-й кавалерийский корпус (23-я, 26-я, 28-я кавалерийские дивизии). Управление и штаб корпуса в г. Шепетовка. 3 июля командир корпуса полковник И. М. Сысоев уволен из рядов РККА.
В 1938 году были расформированы управление 7-го кавалерийского корпуса, 23-я, 26-я, 28-я кавдивизии. В июне 1938 2 кд переименована в 34 кд и включена в состав 4-го кавалерийского корпуса.
3 июля 1938 последний командир корпуса полковник И. М. Сысоев уволен из рядов РККА. В 1938 году управление корпуса, 23 и 26 кд расформированы, в рамках мероприятий по созданию танковых корпусов в ВС Союза ССР.

## Состав на

### 1935 год
- управление
- 23-я кавалерийская дивизия
- 26-я кавалерийская дивизия
- 28-я кавалерийская дивизия

### 1.9.1935 года
- управление
- 23-я кавалерийская дивизия
- 26-я кавалерийская дивизия
- 28-я кавалерийская дивизия
- 22-я механизированная бригада

### 12.09.1936 года
- управление
- 2-я кавалерийская дивизия
- 26-я кавалерийская дивизия
- 28-я кавалерийская дивизия

## В составе
- Украинский военный округ (… — 17.05.1935)
- Киевский военный округ (17.05.1935 — 1938)

## Командование
Командиры корпуса:
- Григорьев, Пётр Петрович, комдив (10.05.35 — уволен 22.07.1937, арестован 24.07.1937).
- Сысоев, Иван Матвеевич, полковник (?- уволен 3.07.1938).

Начальник штаба бригады:
- Соколов, Георгий Ильич, комбриг (09.1935-02.1938)

Начальник оперативного отдела
- Мясоедов, Борис Александрович, майор (уволен 2.09.1937).

Начальник разведывательного отдела
- Васильев, Пётр Иванович, капитан (уволен 11.09.1937).

Начальник отдела тыла
- Попко, Иван Петрович, майор (уволен 9.10.1937).

Начальник артиллерии
- Королёв, Михаил Филиппович.

Начальник ВХС
- Ковалевский, Александр Павлович, интендант 1 ранга (?- уволен 3.10.1937).

Начальник политотдела
- Богданов, Пётр Павлович, дивизионный комиссар.